# Paryż-Roubaix 2022
Paryż-Roubaix 2022 – 119. edycja wyścigu kolarskiego Paryż-Roubaix, która odbyła się 17 kwietnia 2022 na liczącej ponad 257 kilometrów trasie z Compiègne do Roubaix. Impreza kategorii 1.UWT była częścią UCI World Tour 2022.

## Uczestnicy

### Drużyny
| WorldTeams (18)- AG2R Citroën Team - Astana Qazaqstan Team - Bahrain Victorious - Bora-Hansgrohe - Cofidis - EF Education-EasyPost - Groupama-FDJ - Ineos Grenadiers - Intermarché-Wanty-Gobert Matériaux - Israel-Premier Tech - Jumbo-Visma - Lotto-Soudal - Movistar Team - Quick-Step Alpha Vinyl - BikeExchange-Jayco - Team DSM - Trek-Segafredo - UAE Team Emirates ProTeams (7)- Alpecin-Fenix - Arkéa-Samsic - B&B Hotels-KTM - Bingoal Pauwels Sauces WB - Sport Vlaanderen-Baloise - TotalEnergies - Uno-X Pro Cycling Team |
| |

### Lista startowa
| Lotto-Soudal LTS | Lotto-Soudal LTS         | Lotto-Soudal LTS |
| ---------------- | ------------------------ | ---------------- |
| Nr               | Kolarz                   | Miejsce          |
| 1                | Philippe Gilbert (BEL)   | 30.              |
| 2                | Florian Vermeersch (BEL) | DNF              |
| 3                | Cédric Beullens (BEL)    | 59.              |
| 4                | Victor Campenaerts (BEL) | OTL              |
| 5                | Sébastien Grignard (BEL) | DNF              |
| 6                | Roger Kluge (GER)        | 60.              |
| 7                | Brent Van Moer (BEL)     | 61.              |

| Alpecin-Fenix AFC | Alpecin-Fenix AFC              | Alpecin-Fenix AFC |
| ----------------- | ------------------------------ | ----------------- |
| Nr                | Kolarz                         | Miejsce           |
| 11                | Mathieu van der Poel (NED)     | 9.                |
| 12                | Silvan Dillier (SUI)           | 63.               |
| 13                | Senne Leysen (BEL)             | 68.               |
| 14                | Tim Merlier (BEL)              | 40.               |
| 15                | Guillaume Van Keirsbulck (BEL) | 26.               |
| 16                | Gianni Vermeersch (BEL)        | 58.               |
| 17                | Julien Vermote (BEL)           | DNF               |

| Jumbo-Visma TJV | Jumbo-Visma TJV             | Jumbo-Visma TJV |
| --------------- | --------------------------- | --------------- |
| Nr              | Kolarz                      | Miejsce         |
| 21              | Wout van Aert (BEL) (szosa) | 2.              |
| 22              | Edoardo Affini (ITA)        | 82.             |
| 23              | Christophe Laporte (FRA)    | DNF             |
| 24              | Timo Roosen (NED)           | 103.            |
| 25              | Mike Teunissen (NED)        | 20.             |
| 26              | Mick van Dijke (NED)        | 104.            |
| 27              | Nathan Van Hooydonck (BEL)  | 37.             |

| Groupama-FDJ GFC | Groupama-FDJ GFC       | Groupama-FDJ GFC |
| ---------------- | ---------------------- | ---------------- |
| Nr               | Kolarz                 | Miejsce          |
| 31               | Stefan Küng (SUI)      | 3.               |
| 32               | Lewis Askey (GBR)      | 42.              |
| 33               | Clément Davy (FRA)     | DNF              |
| 34               | Olivier Le Gac (FRA)   | 28.              |
| 35               | Fabian Lienhard (SUI)  | OTL              |
| 36               | Valentin Madouas (FRA) | 34.              |
| 37               | Bram Welten (NED)      | 73.              |

| Ineos Grenadiers IGD | Ineos Grenadiers IGD     | Ineos Grenadiers IGD |
| -------------------- | ------------------------ | -------------------- |
| Nr                   | Kolarz                   | Miejsce              |
| 41                   | Filippo Ganna (ITA)      | 35.                  |
| 42                   | Michał Kwiatkowski (POL) | 77.                  |
| 43                   | Luke Rowe (GBR)          | 102.                 |
| 44                   | Magnus Sheffield (USA)   | OTL                  |
| 45                   | Ben Turner (GBR)         | 11.                  |
| 46                   | Dylan van Baarle (NED)   | 1.                   |
| 47                   | Cameron Wurf (AUS)       | 94.                  |

| Quick-Step Alpha Vinyl QST | Quick-Step Alpha Vinyl QST | Quick-Step Alpha Vinyl QST |
| -------------------------- | -------------------------- | -------------------------- |
| Nr                         | Kolarz                     | Miejsce                    |
| 51                         | Kasper Asgreen (DEN)       | 44.                        |
| 52                         | Davide Ballerini (ITA)     | 41.                        |
| 53                         | Tim Declercq (BEL)         | DNF                        |
| 54                         | Yves Lampaert (BEL)        | 10.                        |
| 55                         | Florian Sénéchal (FRA)     | 13.                        |
| 56                         | Jannik Steimle (GER)       | 57.                        |
| 57                         | Zdeněk Štybar (CZE)        | 45.                        |

| Bahrain Victorious TBV | Bahrain Victorious TBV      | Bahrain Victorious TBV |
| ---------------------- | --------------------------- | ---------------------- |
| Nr                     | Kolarz                      | Miejsce                |
| 61                     | Matej Mohorič (SLO) (szosa) | 5.                     |
| 62                     | Yukiya Arashiro (JPN)       | DNF                    |
| 63                     | Feng Chun-kai (TPE)         | DNS                    |
| 64                     | Johan Price-Pejtersen (DEN) | DNF                    |
| 65                     | Jasha Sütterlin (GER)       | 76.                    |
| 66                     | Dylan Teuns (BEL)           | DNF                    |
| 67                     | Fred Wright (GBR)           | 99.                    |

| Trek-Segafredo TFS | Trek-Segafredo TFS         | Trek-Segafredo TFS |
| ------------------ | -------------------------- | ------------------ |
| Nr                 | Kolarz                     | Miejsce            |
| 71                 | Mads Pedersen (DEN)        | DNF                |
| 72                 | Daan Hoole (NED)           | DNF                |
| 73                 | Alex Kirsch (LUX)          | DNF                |
| 74                 | Toms Skujiņš (LAT) (szosa) | DNF                |
| 75                 | Jasper Stuyven (BEL)       | 7.                 |
| 76                 | Edward Theuns (BEL)        | DNF                |
| 77                 | Otto Vergaerde (BEL)       | DNF                |

| AG2R Citroën Team ACT | AG2R Citroën Team ACT   | AG2R Citroën Team ACT |
| --------------------- | ----------------------- | --------------------- |
| Nr                    | Kolarz                  | Miejsce               |
| 81                    | Greg Van Avermaet (BEL) | 17.                   |
| 82                    | Stan Dewulf (BEL)       | DNF                   |
| 83                    | Oliver Naesen (BEL)     | 54.                   |
| 85                    | Antoine Raugel (FRA)    | 95.                   |
| 86                    | Michael Schär (SUI)     | DNF                   |
| 87                    | Damien Touzé (FRA)      | DNF                   |
| 88                    | Gijs Van Hoecke (BEL)   | 98.                   |

| Bora-Hansgrohe BOH | Bora-Hansgrohe BOH  | Bora-Hansgrohe BOH |
| ------------------ | ------------------- | ------------------ |
| Nr                 | Kolarz              | Miejsce            |
| 91                 | Nils Politt (GER)   | 22.                |
| 92                 | Marco Haller (AUT)  | DNF                |
| 93                 | Jonas Koch (GER)    | 85.                |
| 94                 | Martin Laas (EST)   | DNF                |
| 95                 | Jordi Meeus (BEL)   | 14.                |
| 96                 | Ide Schelling (NED) | DNF                |

| TotalEnergies TEN | TotalEnergies TEN          | TotalEnergies TEN |
| ----------------- | -------------------------- | ----------------- |
| Nr                | Kolarz                     | Miejsce           |
| 101               | Niki Terpstra (NED)        | 50.               |
| 102               | Edvald Boasson Hagen (NOR) | 38.               |
| 103               | Maciej Bodnar (POL)        | 87.               |
| 104               | Daniel Oss (ITA)           | 72.               |
| 105               | Geoffrey Soupe (FRA)       | OTL               |
| 106               | Anthony Turgis (FRA)       | DNF               |
| 107               | Dries Van Gestel (BEL)     | 24.               |

| Team DSM DSM | Team DSM DSM            | Team DSM DSM |
| ------------ | ----------------------- | ------------ |
| Nr           | Kolarz                  | Miejsce      |
| 111          | John Degenkolb (GER)    | 18.          |
| 112          | Nikias Arndt (GER)      | 51.          |
| 113          | Nico Denz (GER)         | OTL          |
| 114          | Marius Mayrhofer (GER)  | DNF          |
| 115          | Joris Nieuwenhuis (NED) | 39.          |
| 116          | Casper Pedersen (DEN)   | 84.          |

| Intermarché-Wanty-Gobert Matériaux IWG | Intermarché-Wanty-Gobert Matériaux IWG | Intermarché-Wanty-Gobert Matériaux IWG |
| -------------------------------------- | -------------------------------------- | -------------------------------------- |
| Nr                                     | Kolarz                                 | Miejsce                                |
| 121                                    | Alexander Kristoff (NOR)               | 12.                                    |
| 122                                    | Tom Devriendt (BEL)                    | 4.                                     |
| 123                                    | Andrea Pasqualon (ITA)                 | 19.                                    |
| 124                                    | Adrien Petit (FRA)                     | 6.                                     |
| 125                                    | Baptiste Planckaert (BEL)              | 23.                                    |
| 126                                    | Taco van der Hoorn (NED)               | 16.                                    |
| 127                                    | Kévin Van Melsen (BEL)                 | 56.                                    |

| Arkéa-Samsic ARK | Arkéa-Samsic ARK        | Arkéa-Samsic ARK |
| ---------------- | ----------------------- | ---------------- |
| Nr               | Kolarz                  | Miejsce          |
| 131              | Amaury Capiot (BEL)     | DNF              |
| 132              | Benjamin Declercq (BEL) | 80.              |
| 133              | Matis Louvel (FRA)      | 15.              |
| 134              | Christophe Noppe (BEL)  | OTL              |
| 135              | Laurent Pichon (FRA)    | 8.               |
| 136              | Clément Russo (FRA)     | DNF              |
| 137              | Connor Swift (GBR)      | 31.              |

| Israel-Premier Tech IPT | Israel-Premier Tech IPT        | Israel-Premier Tech IPT |
| ----------------------- | ------------------------------ | ----------------------- |
| Nr                      | Kolarz                         | Miejsce                 |
| 141                     | Guillaume Boivin (CAN) (szosa) | 62.                     |
| 142                     | Rudy Barbier (FRA)             | 90.                     |
| 143                     | Jenthe Biermans (BEL)          | 36.                     |
| 144                     | Reto Hollenstein (SUI)         | 81.                     |
| 145                     | Taj Jones (AUS)                | DNF                     |
| 146                     | Mads Würtz Schmidt (DEN)       | DNF                     |

| BikeExchange-Jayco BEX | BikeExchange-Jayco BEX | BikeExchange-Jayco BEX |
| ---------------------- | ---------------------- | ---------------------- |
| Nr                     | Kolarz                 | Miejsce                |
| 151                    | Luke Durbridge (AUS)   | 47.                    |
| 152                    | Alexandre Balmer (SUI) | 105.                   |
| 153                    | Jack Bauer (NZL)       | 86.                    |
| 154                    | Jan Maas (NED)         | OTL                    |
| 155                    | Luka Mezgec (SLO)      | DNF                    |

| Cofidis COF | Cofidis COF              | Cofidis COF |
| ----------- | ------------------------ | ----------- |
| Nr          | Kolarz                   | Miejsce     |
| 161         | Piet Allegaert (BEL)     | 75.         |
| 162         | Davide Cimolai (ITA)     | DNF         |
| 163         | Alexandre Delettre (FRA) | 70.         |
| 164         | Eddy Finé (FRA)          | 67.         |
| 165         | Alexis Renard (FRA)      | 65.         |
| 166         | Szymon Sajnok (POL)      | 107.        |
| 167         | Kenneth Vanbilsen (BEL)  | DNF         |

| EF Education-EasyPost EFE | EF Education-EasyPost EFE | EF Education-EasyPost EFE |
| ------------------------- | ------------------------- | ------------------------- |
| Nr                        | Kolarz                    | Miejsce                   |
| 171                       | Sebastian Langeveld (NED) | 49.                       |
| 172                       | Stefan Bissegger (SUI)    | 21.                       |
| 173                       | Owain Doull (GBR)         | 52.                       |
| 174                       | Jens Keukeleire (BEL)     | 78.                       |
| 175                       | Jonas Rutsch (GER)        | 74.                       |
| 176                       | Thomas Scully (NZL)       | DNF                       |
| 177                       | Łukasz Wiśniowski (POL)   | 96.                       |

| UAE Team Emirates UAD | UAE Team Emirates UAD       | UAE Team Emirates UAD |
| --------------------- | --------------------------- | --------------------- |
| Nr                    | Kolarz                      | Miejsce               |
| 181                   | Matteo Trentin (ITA)        | 43.                   |
| 182                   | Pascal Ackermann (GER)      | DNF                   |
| 183                   | Alexys Brunel (FRA)         | OTL                   |
| 184                   | Felix Groß (GER)            | DNF                   |
| 185                   | Vegard Stake Laengen (NOR)  | 71.                   |
| 186                   | Juan Sebastián Molano (COL) | 106.                  |
| 187                   | Oliviero Troia (ITA)        | DNF                   |

| Uno-X Pro Cycling Team UXT | Uno-X Pro Cycling Team UXT  | Uno-X Pro Cycling Team UXT |
| -------------------------- | --------------------------- | -------------------------- |
| Nr                         | Kolarz                      | Miejsce                    |
| 191                        | Kristoffer Halvorsen (NOR)  | OTL                        |
| 192                        | Lasse Norman Leth (DEN)     | 93.                        |
| 193                        | William Blume Levy (DEN)    | DNF                        |
| 194                        | Erik Nordsæter Resell (NOR) | 69.                        |
| 195                        | Anders Skaarseth (NOR)      | 27.                        |
| 196                        | Rasmus Tiller (NOR)         | DNF                        |
| 197                        | Søren Wærenskjold (NOR)     | DNF                        |

| Movistar Team MOV | Movistar Team MOV         | Movistar Team MOV |
| ----------------- | ------------------------- | ----------------- |
| Nr                | Kolarz                    | Miejsce           |
| 201               | Iván García Cortina (ESP) | 25.               |
| 202               | Imanol Erviti (ESP)       | DNF               |
| 203               | Johan Jacobs (SUI)        | DNF               |
| 204               | Mathias Norsgaard (DEN)   | 29.               |
| 205               | Max Kanter (GER)          | 48.               |
| 206               | Oier Lazkano (ESP)        | 55.               |
| 207               | Albert Torres (ESP)       | DNF               |

| Astana Qazaqstan Team AST | Astana Qazaqstan Team AST        | Astana Qazaqstan Team AST |
| ------------------------- | -------------------------------- | ------------------------- |
| Nr                        | Kolarz                           | Miejsce                   |
| 211                       | Leonardo Basso (ITA)             | DNF                       |
| 212                       | Manuele Boaro (ITA)              | 97.                       |
| 213                       | Jewgienij Fiodorow (KAZ) (szosa) | 100.                      |
| 214                       | Dmitrij Gruzdiew (KAZ)           | 101.                      |
| 215                       | Davide Martinelli (ITA)          | DNF                       |
| 216                       | Antonio Nibali (ITA)             | DNF                       |
| 217                       | Alaksandr Rabuszenka (BLR)       | DNF                       |

| B&B Hotels-KTM BBK | B&B Hotels-KTM BBK     | B&B Hotels-KTM BBK |
| ------------------ | ---------------------- | ------------------ |
| Nr                 | Kolarz                 | Miejsce            |
| 221                | Cyril Lemoine (FRA)    | 66.                |
| 222                | Pierre Barbier (FRA)   | 91.                |
| 223                | Alexis Gougeard (FRA)  | DNF                |
| 224                | Quentin Jauregui (FRA) | DNF                |
| 225                | Jérémy Lecroq (FRA)    | OTL                |
| 226                | Julien Morice (FRA)    | 53.                |
| 227                | Luca Mozzato (ITA)     | 83.                |

| Bingoal Pauwels Sauces WB BWB | Bingoal Pauwels Sauces WB BWB | Bingoal Pauwels Sauces WB BWB |
| ----------------------------- | ----------------------------- | ----------------------------- |
| Nr                            | Kolarz                        | Miejsce                       |
| 231                           | Arjen Livyns (BEL)            | 89.                           |
| 232                           | Stanisław Aniołkowski (POL)   | 46.                           |
| 233                           | Timothy Dupont (BEL)          | OTL                           |
| 234                           | Karl Patrick Lauk (EST)       | 79.                           |
| 235                           | Milan Menten (BEL)            | 92.                           |
| 236                           | Ludovic Robeet (BEL)          | 32.                           |
| 237                           | Bas Tietema (NED)             | OTL                           |

| Sport Vlaanderen-Baloise SVB | Sport Vlaanderen-Baloise SVB | Sport Vlaanderen-Baloise SVB |
| ---------------------------- | ---------------------------- | ---------------------------- |
| Nr                           | Kolarz                       | Miejsce                      |
| 241                          | Arne Marit (BEL)             | DNF                          |
| 242                          | Vito Braet (BEL)             | DNF                          |
| 243                          | Sander De Pestel (BEL)       | 88.                          |
| 244                          | Jens Reynders (BEL)          | 64.                          |
| 245                          | Ward Vanhoof (BEL)           | 33.                          |
| 246                          | Aaron Van Poucke (BEL)       | DNF                          |
| 247                          | Kenneth Van Rooy (BEL)       | DNF                          |

| Lotto-Soudal LTS | Lotto-Soudal LTS         | Lotto-Soudal LTS |
| ---------------- | ------------------------ | ---------------- |
| Nr               | Kolarz                   | Miejsce          |
| 1                | Philippe Gilbert (BEL)   | 30.              |
| 2                | Florian Vermeersch (BEL) | DNF              |
| 3                | Cédric Beullens (BEL)    | 59.              |
| 4                | Victor Campenaerts (BEL) | OTL              |
| 5                | Sébastien Grignard (BEL) | DNF              |
| 6                | Roger Kluge (GER)        | 60.              |
| 7                | Brent Van Moer (BEL)     | 61.              |

| Alpecin-Fenix AFC | Alpecin-Fenix AFC              | Alpecin-Fenix AFC |
| ----------------- | ------------------------------ | ----------------- |
| Nr                | Kolarz                         | Miejsce           |
| 11                | Mathieu van der Poel (NED)     | 9.                |
| 12                | Silvan Dillier (SUI)           | 63.               |
| 13                | Senne Leysen (BEL)             | 68.               |
| 14                | Tim Merlier (BEL)              | 40.               |
| 15                | Guillaume Van Keirsbulck (BEL) | 26.               |
| 16                | Gianni Vermeersch (BEL)        | 58.               |
| 17                | Julien Vermote (BEL)           | DNF               |

| Jumbo-Visma TJV | Jumbo-Visma TJV             | Jumbo-Visma TJV |
| --------------- | --------------------------- | --------------- |
| Nr              | Kolarz                      | Miejsce         |
| 21              | Wout van Aert (BEL) (szosa) | 2.              |
| 22              | Edoardo Affini (ITA)        | 82.             |
| 23              | Christophe Laporte (FRA)    | DNF             |
| 24              | Timo Roosen (NED)           | 103.            |
| 25              | Mike Teunissen (NED)        | 20.             |
| 26              | Mick van Dijke (NED)        | 104.            |
| 27              | Nathan Van Hooydonck (BEL)  | 37.             |

| Groupama-FDJ GFC | Groupama-FDJ GFC       | Groupama-FDJ GFC |
| ---------------- | ---------------------- | ---------------- |
| Nr               | Kolarz                 | Miejsce          |
| 31               | Stefan Küng (SUI)      | 3.               |
| 32               | Lewis Askey (GBR)      | 42.              |
| 33               | Clément Davy (FRA)     | DNF              |
| 34               | Olivier Le Gac (FRA)   | 28.              |
| 35               | Fabian Lienhard (SUI)  | OTL              |
| 36               | Valentin Madouas (FRA) | 34.              |
| 37               | Bram Welten (NED)      | 73.              |

| Ineos Grenadiers IGD | Ineos Grenadiers IGD     | Ineos Grenadiers IGD |
| -------------------- | ------------------------ | -------------------- |
| Nr                   | Kolarz                   | Miejsce              |
| 41                   | Filippo Ganna (ITA)      | 35.                  |
| 42                   | Michał Kwiatkowski (POL) | 77.                  |
| 43                   | Luke Rowe (GBR)          | 102.                 |
| 44                   | Magnus Sheffield (USA)   | OTL                  |
| 45                   | Ben Turner (GBR)         | 11.                  |
| 46                   | Dylan van Baarle (NED)   | 1.                   |
| 47                   | Cameron Wurf (AUS)       | 94.                  |

| Quick-Step Alpha Vinyl QST | Quick-Step Alpha Vinyl QST | Quick-Step Alpha Vinyl QST |
| -------------------------- | -------------------------- | -------------------------- |
| Nr                         | Kolarz                     | Miejsce                    |
| 51                         | Kasper Asgreen (DEN)       | 44.                        |
| 52                         | Davide Ballerini (ITA)     | 41.                        |
| 53                         | Tim Declercq (BEL)         | DNF                        |
| 54                         | Yves Lampaert (BEL)        | 10.                        |
| 55                         | Florian Sénéchal (FRA)     | 13.                        |
| 56                         | Jannik Steimle (GER)       | 57.                        |
| 57                         | Zdeněk Štybar (CZE)        | 45.                        |

| Bahrain Victorious TBV | Bahrain Victorious TBV      | Bahrain Victorious TBV |
| ---------------------- | --------------------------- | ---------------------- |
| Nr                     | Kolarz                      | Miejsce                |
| 61                     | Matej Mohorič (SLO) (szosa) | 5.                     |
| 62                     | Yukiya Arashiro (JPN)       | DNF                    |
| 63                     | Feng Chun-kai (TPE)         | DNS                    |
| 64                     | Johan Price-Pejtersen (DEN) | DNF                    |
| 65                     | Jasha Sütterlin (GER)       | 76.                    |
| 66                     | Dylan Teuns (BEL)           | DNF                    |
| 67                     | Fred Wright (GBR)           | 99.                    |

| Trek-Segafredo TFS | Trek-Segafredo TFS         | Trek-Segafredo TFS |
| ------------------ | -------------------------- | ------------------ |
| Nr                 | Kolarz                     | Miejsce            |
| 71                 | Mads Pedersen (DEN)        | DNF                |
| 72                 | Daan Hoole (NED)           | DNF                |
| 73                 | Alex Kirsch (LUX)          | DNF                |
| 74                 | Toms Skujiņš (LAT) (szosa) | DNF                |
| 75                 | Jasper Stuyven (BEL)       | 7.                 |
| 76                 | Edward Theuns (BEL)        | DNF                |
| 77                 | Otto Vergaerde (BEL)       | DNF                |

| AG2R Citroën Team ACT | AG2R Citroën Team ACT   | AG2R Citroën Team ACT |
| --------------------- | ----------------------- | --------------------- |
| Nr                    | Kolarz                  | Miejsce               |
| 81                    | Greg Van Avermaet (BEL) | 17.                   |
| 82                    | Stan Dewulf (BEL)       | DNF                   |
| 83                    | Oliver Naesen (BEL)     | 54.                   |
| 85                    | Antoine Raugel (FRA)    | 95.                   |
| 86                    | Michael Schär (SUI)     | DNF                   |
| 87                    | Damien Touzé (FRA)      | DNF                   |
| 88                    | Gijs Van Hoecke (BEL)   | 98.                   |

| Bora-Hansgrohe BOH | Bora-Hansgrohe BOH  | Bora-Hansgrohe BOH |
| ------------------ | ------------------- | ------------------ |
| Nr                 | Kolarz              | Miejsce            |
| 91                 | Nils Politt (GER)   | 22.                |
| 92                 | Marco Haller (AUT)  | DNF                |
| 93                 | Jonas Koch (GER)    | 85.                |
| 94                 | Martin Laas (EST)   | DNF                |
| 95                 | Jordi Meeus (BEL)   | 14.                |
| 96                 | Ide Schelling (NED) | DNF                |

| TotalEnergies TEN | TotalEnergies TEN          | TotalEnergies TEN |
| ----------------- | -------------------------- | ----------------- |
| Nr                | Kolarz                     | Miejsce           |
| 101               | Niki Terpstra (NED)        | 50.               |
| 102               | Edvald Boasson Hagen (NOR) | 38.               |
| 103               | Maciej Bodnar (POL)        | 87.               |
| 104               | Daniel Oss (ITA)           | 72.               |
| 105               | Geoffrey Soupe (FRA)       | OTL               |
| 106               | Anthony Turgis (FRA)       | DNF               |
| 107               | Dries Van Gestel (BEL)     | 24.               |

| Team DSM DSM | Team DSM DSM            | Team DSM DSM |
| ------------ | ----------------------- | ------------ |
| Nr           | Kolarz                  | Miejsce      |
| 111          | John Degenkolb (GER)    | 18.          |
| 112          | Nikias Arndt (GER)      | 51.          |
| 113          | Nico Denz (GER)         | OTL          |
| 114          | Marius Mayrhofer (GER)  | DNF          |
| 115          | Joris Nieuwenhuis (NED) | 39.          |
| 116          | Casper Pedersen (DEN)   | 84.          |

| Intermarché-Wanty-Gobert Matériaux IWG | Intermarché-Wanty-Gobert Matériaux IWG | Intermarché-Wanty-Gobert Matériaux IWG |
| -------------------------------------- | -------------------------------------- | -------------------------------------- |
| Nr                                     | Kolarz                                 | Miejsce                                |
| 121                                    | Alexander Kristoff (NOR)               | 12.                                    |
| 122                                    | Tom Devriendt (BEL)                    | 4.                                     |
| 123                                    | Andrea Pasqualon (ITA)                 | 19.                                    |
| 124                                    | Adrien Petit (FRA)                     | 6.                                     |
| 125                                    | Baptiste Planckaert (BEL)              | 23.                                    |
| 126                                    | Taco van der Hoorn (NED)               | 16.                                    |
| 127                                    | Kévin Van Melsen (BEL)                 | 56.                                    |

| Arkéa-Samsic ARK | Arkéa-Samsic ARK        | Arkéa-Samsic ARK |
| ---------------- | ----------------------- | ---------------- |
| Nr               | Kolarz                  | Miejsce          |
| 131              | Amaury Capiot (BEL)     | DNF              |
| 132              | Benjamin Declercq (BEL) | 80.              |
| 133              | Matis Louvel (FRA)      | 15.              |
| 134              | Christophe Noppe (BEL)  | OTL              |
| 135              | Laurent Pichon (FRA)    | 8.               |
| 136              | Clément Russo (FRA)     | DNF              |
| 137              | Connor Swift (GBR)      | 31.              |

| Israel-Premier Tech IPT | Israel-Premier Tech IPT        | Israel-Premier Tech IPT |
| ----------------------- | ------------------------------ | ----------------------- |
| Nr                      | Kolarz                         | Miejsce                 |
| 141                     | Guillaume Boivin (CAN) (szosa) | 62.                     |
| 142                     | Rudy Barbier (FRA)             | 90.                     |
| 143                     | Jenthe Biermans (BEL)          | 36.                     |
| 144                     | Reto Hollenstein (SUI)         | 81.                     |
| 145                     | Taj Jones (AUS)                | DNF                     |
| 146                     | Mads Würtz Schmidt (DEN)       | DNF                     |

| BikeExchange-Jayco BEX | BikeExchange-Jayco BEX | BikeExchange-Jayco BEX |
| ---------------------- | ---------------------- | ---------------------- |
| Nr                     | Kolarz                 | Miejsce                |
| 151                    | Luke Durbridge (AUS)   | 47.                    |
| 152                    | Alexandre Balmer (SUI) | 105.                   |
| 153                    | Jack Bauer (NZL)       | 86.                    |
| 154                    | Jan Maas (NED)         | OTL                    |
| 155                    | Luka Mezgec (SLO)      | DNF                    |

| Cofidis COF | Cofidis COF              | Cofidis COF |
| ----------- | ------------------------ | ----------- |
| Nr          | Kolarz                   | Miejsce     |
| 161         | Piet Allegaert (BEL)     | 75.         |
| 162         | Davide Cimolai (ITA)     | DNF         |
| 163         | Alexandre Delettre (FRA) | 70.         |
| 164         | Eddy Finé (FRA)          | 67.         |
| 165         | Alexis Renard (FRA)      | 65.         |
| 166         | Szymon Sajnok (POL)      | 107.        |
| 167         | Kenneth Vanbilsen (BEL)  | DNF         |

| EF Education-EasyPost EFE | EF Education-EasyPost EFE | EF Education-EasyPost EFE |
| ------------------------- | ------------------------- | ------------------------- |
| Nr                        | Kolarz                    | Miejsce                   |
| 171                       | Sebastian Langeveld (NED) | 49.                       |
| 172                       | Stefan Bissegger (SUI)    | 21.                       |
| 173                       | Owain Doull (GBR)         | 52.                       |
| 174                       | Jens Keukeleire (BEL)     | 78.                       |
| 175                       | Jonas Rutsch (GER)        | 74.                       |
| 176                       | Thomas Scully (NZL)       | DNF                       |
| 177                       | Łukasz Wiśniowski (POL)   | 96.                       |

| UAE Team Emirates UAD | UAE Team Emirates UAD       | UAE Team Emirates UAD |
| --------------------- | --------------------------- | --------------------- |
| Nr                    | Kolarz                      | Miejsce               |
| 181                   | Matteo Trentin (ITA)        | 43.                   |
| 182                   | Pascal Ackermann (GER)      | DNF                   |
| 183                   | Alexys Brunel (FRA)         | OTL                   |
| 184                   | Felix Groß (GER)            | DNF                   |
| 185                   | Vegard Stake Laengen (NOR)  | 71.                   |
| 186                   | Juan Sebastián Molano (COL) | 106.                  |
| 187                   | Oliviero Troia (ITA)        | DNF                   |

| Uno-X Pro Cycling Team UXT | Uno-X Pro Cycling Team UXT  | Uno-X Pro Cycling Team UXT |
| -------------------------- | --------------------------- | -------------------------- |
| Nr                         | Kolarz                      | Miejsce                    |
| 191                        | Kristoffer Halvorsen (NOR)  | OTL                        |
| 192                        | Lasse Norman Leth (DEN)     | 93.                        |
| 193                        | William Blume Levy (DEN)    | DNF                        |
| 194                        | Erik Nordsæter Resell (NOR) | 69.                        |
| 195                        | Anders Skaarseth (NOR)      | 27.                        |
| 196                        | Rasmus Tiller (NOR)         | DNF                        |
| 197                        | Søren Wærenskjold (NOR)     | DNF                        |

| Movistar Team MOV | Movistar Team MOV         | Movistar Team MOV |
| ----------------- | ------------------------- | ----------------- |
| Nr                | Kolarz                    | Miejsce           |
| 201               | Iván García Cortina (ESP) | 25.               |
| 202               | Imanol Erviti (ESP)       | DNF               |
| 203               | Johan Jacobs (SUI)        | DNF               |
| 204               | Mathias Norsgaard (DEN)   | 29.               |
| 205               | Max Kanter (GER)          | 48.               |
| 206               | Oier Lazkano (ESP)        | 55.               |
| 207               | Albert Torres (ESP)       | DNF               |

| Astana Qazaqstan Team AST | Astana Qazaqstan Team AST        | Astana Qazaqstan Team AST |
| ------------------------- | -------------------------------- | ------------------------- |
| Nr                        | Kolarz                           | Miejsce                   |
| 211                       | Leonardo Basso (ITA)             | DNF                       |
| 212                       | Manuele Boaro (ITA)              | 97.                       |
| 213                       | Jewgienij Fiodorow (KAZ) (szosa) | 100.                      |
| 214                       | Dmitrij Gruzdiew (KAZ)           | 101.                      |
| 215                       | Davide Martinelli (ITA)          | DNF                       |
| 216                       | Antonio Nibali (ITA)             | DNF                       |
| 217                       | Alaksandr Rabuszenka (BLR)       | DNF                       |

| B&B Hotels-KTM BBK | B&B Hotels-KTM BBK     | B&B Hotels-KTM BBK |
| ------------------ | ---------------------- | ------------------ |
| Nr                 | Kolarz                 | Miejsce            |
| 221                | Cyril Lemoine (FRA)    | 66.                |
| 222                | Pierre Barbier (FRA)   | 91.                |
| 223                | Alexis Gougeard (FRA)  | DNF                |
| 224                | Quentin Jauregui (FRA) | DNF                |
| 225                | Jérémy Lecroq (FRA)    | OTL                |
| 226                | Julien Morice (FRA)    | 53.                |
| 227                | Luca Mozzato (ITA)     | 83.                |

| Bingoal Pauwels Sauces WB BWB | Bingoal Pauwels Sauces WB BWB | Bingoal Pauwels Sauces WB BWB |
| ----------------------------- | ----------------------------- | ----------------------------- |
| Nr                            | Kolarz                        | Miejsce                       |
| 231                           | Arjen Livyns (BEL)            | 89.                           |
| 232                           | Stanisław Aniołkowski (POL)   | 46.                           |
| 233                           | Timothy Dupont (BEL)          | OTL                           |
| 234                           | Karl Patrick Lauk (EST)       | 79.                           |
| 235                           | Milan Menten (BEL)            | 92.                           |
| 236                           | Ludovic Robeet (BEL)          | 32.                           |
| 237                           | Bas Tietema (NED)             | OTL                           |

| Sport Vlaanderen-Baloise SVB | Sport Vlaanderen-Baloise SVB | Sport Vlaanderen-Baloise SVB |
| ---------------------------- | ---------------------------- | ---------------------------- |
| Nr                           | Kolarz                       | Miejsce                      |
| 241                          | Arne Marit (BEL)             | DNF                          |
| 242                          | Vito Braet (BEL)             | DNF                          |
| 243                          | Sander De Pestel (BEL)       | 88.                          |
| 244                          | Jens Reynders (BEL)          | 64.                          |
| 245                          | Ward Vanhoof (BEL)           | 33.                          |
| 246                          | Aaron Van Poucke (BEL)       | DNF                          |
| 247                          | Kenneth Van Rooy (BEL)       | DNF                          |

Legenda: DNF – nie ukończył, OTL – przekroczył limit czasu, DNS – nie wystartował, DSQ – zdyskwalifikowany.

## Klasyfikacja generalna
| \| Klasyfikacja generalna \| Klasyfikacja generalna \| Klasyfikacja generalna \| Klasyfikacja generalna \| Klasyfikacja generalna \| \| Kolarz \| Kolarz \| Państwo \| Drużyna \| Czas \| \| ---------------------- \| ---------------------- \| ---------------------- \| ---------------------------------- \| ---------------------- \| \| 1. \| Dylan van Baarle \| Holandia \| Ineos Grenadiers \| 5h 37' 00" \| \| 2. \| Wout van Aert \| Belgia \| Jumbo-Visma \| + 1' 47" \| \| 3. \| Stefan Küng \| Szwajcaria \| Groupama-FDJ \| + 1' 47" \| \| 4. \| Tom Devriendt \| Belgia \| Intermarché-Wanty-Gobert Matériaux \| + 1' 47" \| \| 5. \| Matej Mohorič \| Słowenia \| Bahrain Victorious \| + 1' 47" \| \| 6. \| Adrien Petit \| Francja \| Intermarché-Wanty-Gobert Matériaux \| + 2' 27" \| \| 7. \| Jasper Stuyven \| Belgia \| Trek-Segafredo \| + 2' 27" \| \| 8. \| Laurent Pichon \| Francja \| Arkéa-Samsic \| + 2' 27" \| \| 9. \| Mathieu van der Poel \| Holandia \| Alpecin-Fenix \| + 2' 34" \| \| 10. \| Yves Lampaert \| Belgia \| Quick-Step Alpha Vinyl \| + 2' 59" \| \| 11. \| Ben Turner \| Wielka Brytania \| Ineos Grenadiers \| + 4' 30" \| \| 12. \| Alexander Kristoff \| Norwegia \| Intermarché-Wanty-Gobert Matériaux \| + 4' 33" \| \| 13. \| Florian Sénéchal \| Francja \| Quick-Step Alpha Vinyl \| + 4' 36" \| \| 14. \| Jordi Meeus \| Belgia \| Bora-Hansgrohe \| + 4' 47" \| \| 15. \| Matis Louvel \| Francja \| Arkéa-Samsic \| + 4' 47" \| \| 16. \| Taco van der Hoorn \| Holandia \| Intermarché-Wanty-Gobert Matériaux \| + 4' 47" \| \| 17. \| Greg Van Avermaet \| Belgia \| AG2R Citroën Team \| + 4' 47" \| \| 18. \| John Degenkolb \| Niemcy \| Team DSM \| + 4' 47" \| \| 19. \| Andrea Pasqualon \| Włochy \| Intermarché-Wanty-Gobert Matériaux \| + 4' 47" \| \| 20. \| Mike Teunissen \| Holandia \| Jumbo-Visma \| + 4' 47" \| |                      |                 |                                    |            |
| |                      |                 |                                    |            |
| Źródło: ProCyclingStats |                      |                 |                                    |            |
| Klasyfikacja generalna |                      |                 |                                    |            |
| Kolarz | Kolarz               | Państwo         | Drużyna                            | Czas       |
| 1. | Dylan van Baarle     | Holandia        | Ineos Grenadiers                   | 5h 37' 00" |
| 2. | Wout van Aert        | Belgia          | Jumbo-Visma                        | + 1' 47"   |
| 3. | Stefan Küng          | Szwajcaria      | Groupama-FDJ                       | + 1' 47"   |
| 4. | Tom Devriendt        | Belgia          | Intermarché-Wanty-Gobert Matériaux | + 1' 47"   |
| 5. | Matej Mohorič        | Słowenia        | Bahrain Victorious                 | + 1' 47"   |
| 6. | Adrien Petit         | Francja         | Intermarché-Wanty-Gobert Matériaux | + 2' 27"   |
| 7. | Jasper Stuyven       | Belgia          | Trek-Segafredo                     | + 2' 27"   |
| 8. | Laurent Pichon       | Francja         | Arkéa-Samsic                       | + 2' 27"   |
| 9. | Mathieu van der Poel | Holandia        | Alpecin-Fenix                      | + 2' 34"   |
| 10. | Yves Lampaert        | Belgia          | Quick-Step Alpha Vinyl             | + 2' 59"   |
| 11. | Ben Turner           | Wielka Brytania | Ineos Grenadiers                   | + 4' 30"   |
| 12. | Alexander Kristoff   | Norwegia        | Intermarché-Wanty-Gobert Matériaux | + 4' 33"   |
| 13. | Florian Sénéchal     | Francja         | Quick-Step Alpha Vinyl             | + 4' 36"   |
| 14. | Jordi Meeus          | Belgia          | Bora-Hansgrohe                     | + 4' 47"   |
| 15. | Matis Louvel         | Francja         | Arkéa-Samsic                       | + 4' 47"   |
| 16. | Taco van der Hoorn   | Holandia        | Intermarché-Wanty-Gobert Matériaux | + 4' 47"   |
| 17. | Greg Van Avermaet    | Belgia          | AG2R Citroën Team                  | + 4' 47"   |
| 18. | John Degenkolb       | Niemcy          | Team DSM                           | + 4' 47"   |
| 19. | Andrea Pasqualon     | Włochy          | Intermarché-Wanty-Gobert Matériaux | + 4' 47"   |
| 20. | Mike Teunissen       | Holandia        | Jumbo-Visma                        | + 4' 47"   |